# Stubbenfelde

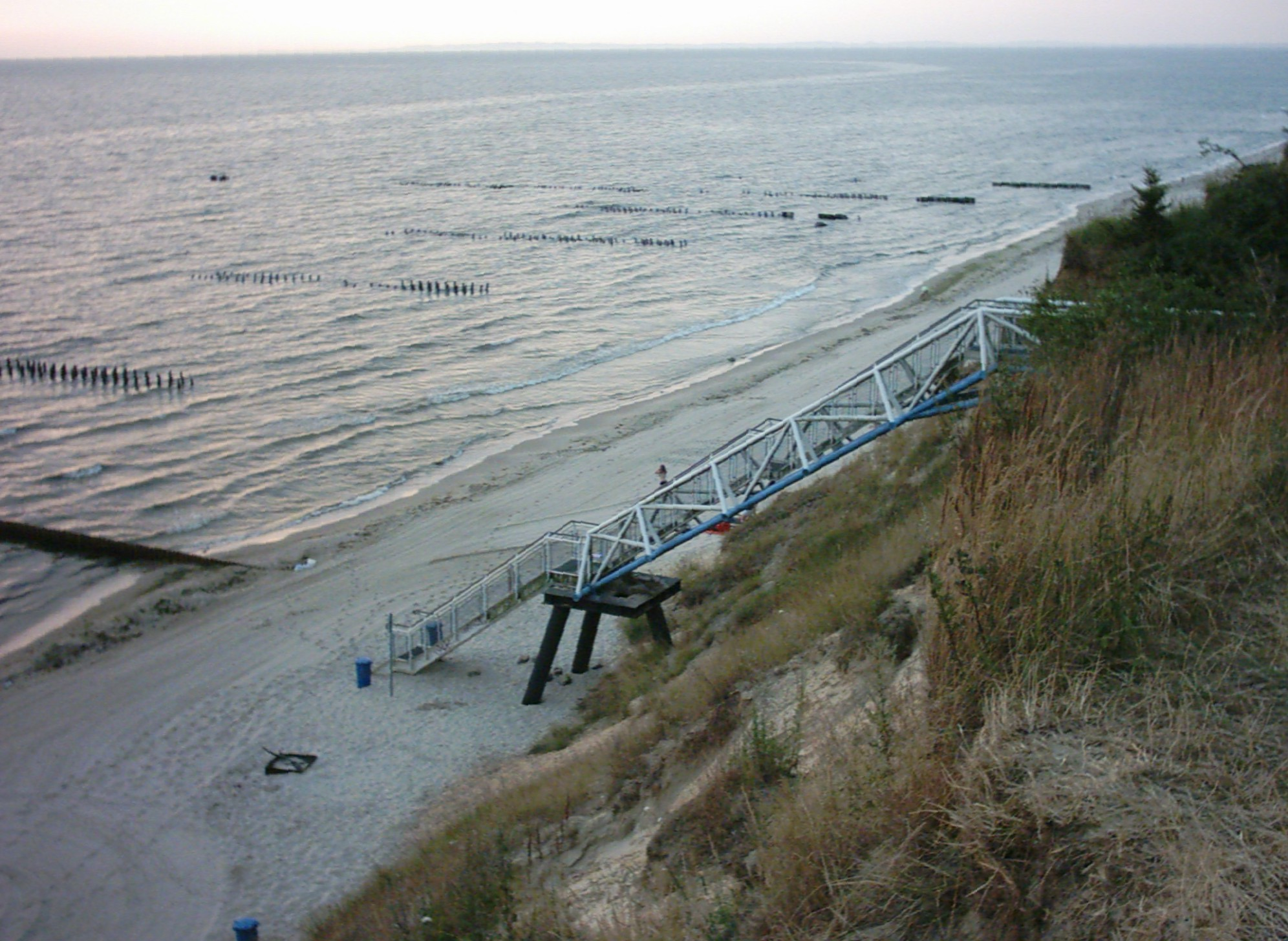
Strandzugang in Stubbenfelde

Stubbenfelde ist ein Ortsteil der Gemeinde Loddin auf der Insel Usedom mit ca. 90 Einwohnern.

## Geographie und Verkehr
Stubbenfelde befindet sich im östlichen küstenseitigen Abschnitt der Gemeinde Loddin, zwischen dem Loddiner Ortsteil Kölpinsee im Nordwesten und Ückeritz im Südosten.
An der Grenze zu Kölpinsee, zwischen dem gleichnamigen See und dem Meer, befindet sich der Teufelsberg. Richtung Südosten setzt sich die Steilküste bis Ückeritz fort. Die Landschaft ist von Hügeln und einem von Buchen dominierten Küstenwald geprägt.
Stubbenfelde liegt an der Bundesstraße 111. Der Haltepunkt Stubbenfelde liegt an der Bahnstrecke Züssow–Wolgast–Swinemünde.

## Geschichte
Bei Stubbenfelde in Richtung Loddin wurden bei der Einrichtung eines Gewerbegebietes Beweise einer bronzezeitlichen Siedlung (1800 bis 600 vdZ) gefunden. Das belegt die frühere Besiedlung der Umgebung.
Im Jahr 1825 bekam der Bauer Johann Laban aus Ückeritz vom Forstamt Pudagla ein abgeholztes Waldstück als Abfindung und nannte dieses sein Stubbenfeld.
1854 wurde Stubbenfelde als „Stubbenfeld“ erstmals offiziell genannt. Bis 1880 hat sich dann ein Dorf an der Straße (spätere B 111) entwickelt. 1911 wurde die Bahnstrecke von Swinemünde bis Wolgast-Fähre fertiggestellt und Stubbenfelde erhielt einen Haltepunkt. Auch bis 1920 änderte sich nichts an der Situation der Ortschaft im Gegensatz zu den anderen Ostseebädern.
Im Jahr 1950 wurde zwischen Ort und Küste ein Campingplatz, wenn auch zuerst mit bescheidenen Ausstattungen, geschaffen. Nach 1990 wurde er ausgebaut und modernisiert. Zwischen der alten Ansiedlung an der Straße und dem Campingplatz wurde inzwischen baulich eine Verbindung hergestellt. Auch die Ansiedlung am Teufelsberg gehört zum Ort, letztere ist überwiegend eine Urlaubersiedlung.
Am geschützten Kliff wurde eine neue stählerne Treppe gebaut, um einen Zugang vom Campingplatz zum Strand zu schaffen. Die alte hölzerne war nicht mehr sicher genug.

## Tourismus
Stubbenfelde verfügt, ebenso wie die übrigen Usedomer Badeorte, über einen breiten, feinkörnigen Sandstrand, welcher den Ort besonders für Badegäste attraktiv macht. Der parallel zur Küste verlaufende Radwanderweg sowie ein Netz kleinerer Wege laden zum Wandern oder Radfahren ein. Der Kölpinsee ist für Wanderer oder Angler ein attraktives Ausflugsziel. Stubbenfelde gehört als Loddiner Ortsteil gemeinsam mit Ückeritz, Koserow und Zempin dem Vereinsverbund Usedomer Bernsteinbäder an, dessen Ziel die gemeinsame touristische Vermarktung ist.